# スカンジナヴィアム
スカンジナヴィアム（Scandinavium）はスウェーデンのヨーテボリにある屋内競技場。

## 概要
1971年にヨーテボリ市市制350年を記念しオープン。主にデビスカップのスウェーデン代表の試合や、馬術ショー、1985年にはユーロビジョン・ソング・コンテストが行われた。また、2008年の世界フィギュアスケート選手権の舞台となった。
同会場の近くにはスウェーデン最大規模の映画館や、世界文化博物館もある。

## 外部サイト
- 公式サイト